# Josef Arlt
Josef Arlt (* 1962, Slaný) je bývalý proděkan pro pedagogickou činnost Fakulty informatiky a statistiky Vysoké školy ekonomické v Praze.
Prof. Arlt absolvoval Vysokou školu ekonomickou v Praze v roce 1984, obor ekonomická statistika. Ve stejném roce nastoupil na katedru statistiky. Od roku 1990 pracuje na katedře statistiky a pravděpodobnosti. V roce 2007 byl jmenován profesorem v oboru statistika. Absolvoval dlouhodobé studijní pobyty na Brown University, USA, Texas A&M University, USA a University of California, San Diego, USA. Je autorem knižních monografií, skript a více než padesáti odborných a vědeckých článků především v impaktovaných a recenzovaných časopisech. Je řešitelem a spoluřešitelem grantových projektů. Je členem České statistické společnosti a České ekonometrické společnosti. Je voleným členem International Statistical Institute a od roku 2012 členem Akreditační komise ČR.

## Vzdělání
- 1984 – titul Ing. v oboru Ekonomická statistika (VŠE)
- 1991 – titul CSc. (VŠE)
- 1997 – hodnost docent – oboru statistika (VŠE)
- 2007 – hodnost profesor v oboru statistika (VŠE)

## Zaměstnání
- 1984 – dosud Vysoká škola ekonomická v Praze, katedra statistiky a pravděpodobnosti
- 1994 – 2007 Česká národní banka